# فیانن
فیانن (به هلندی: Vianen) یک منطقهٔ مسکونی در هلند است که در استان اوترخت واقع شده‌است. فیانن ۴ متر بالاتر از سطح دریا واقع شده‌است.

## نگارخانه

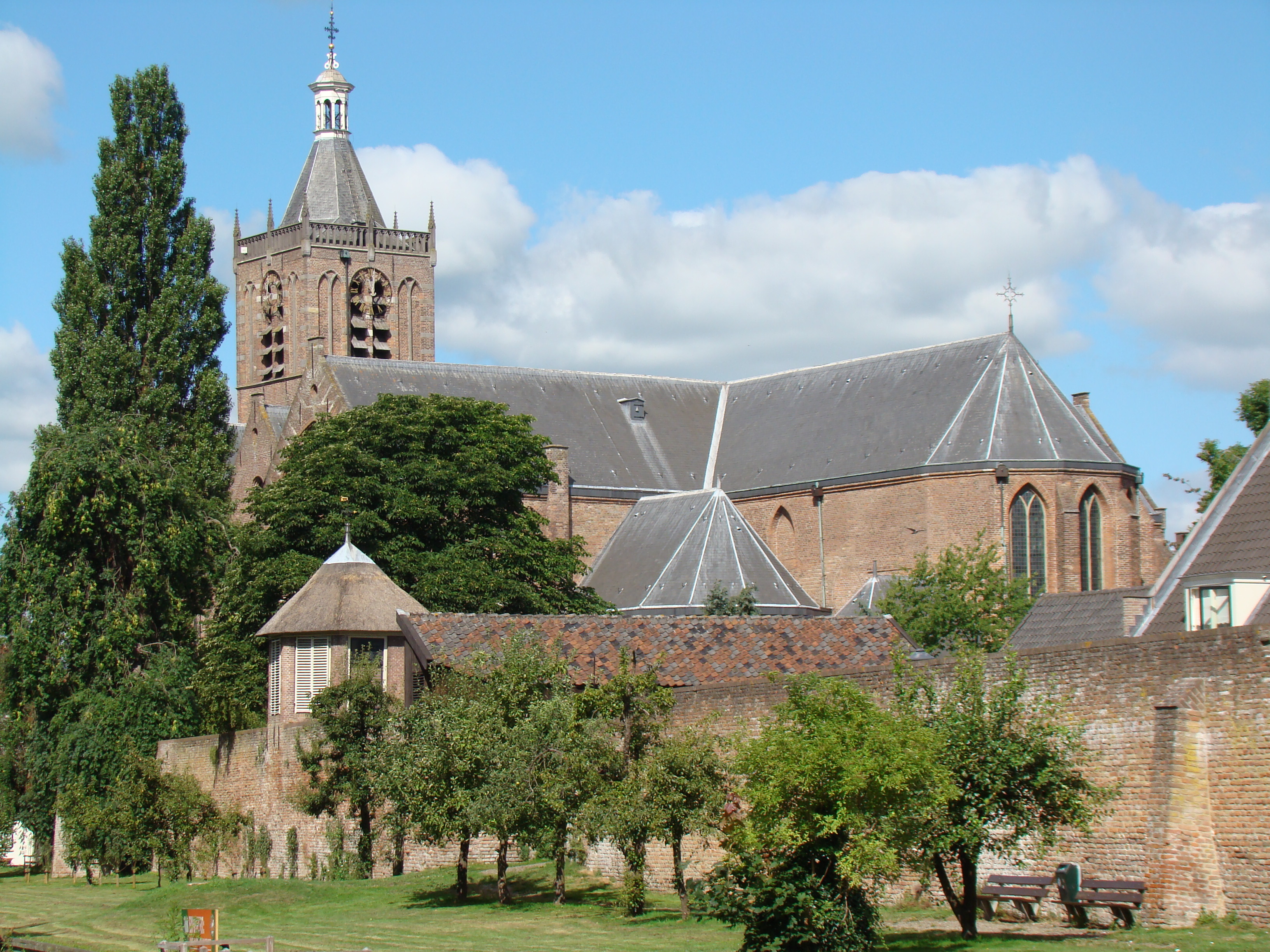
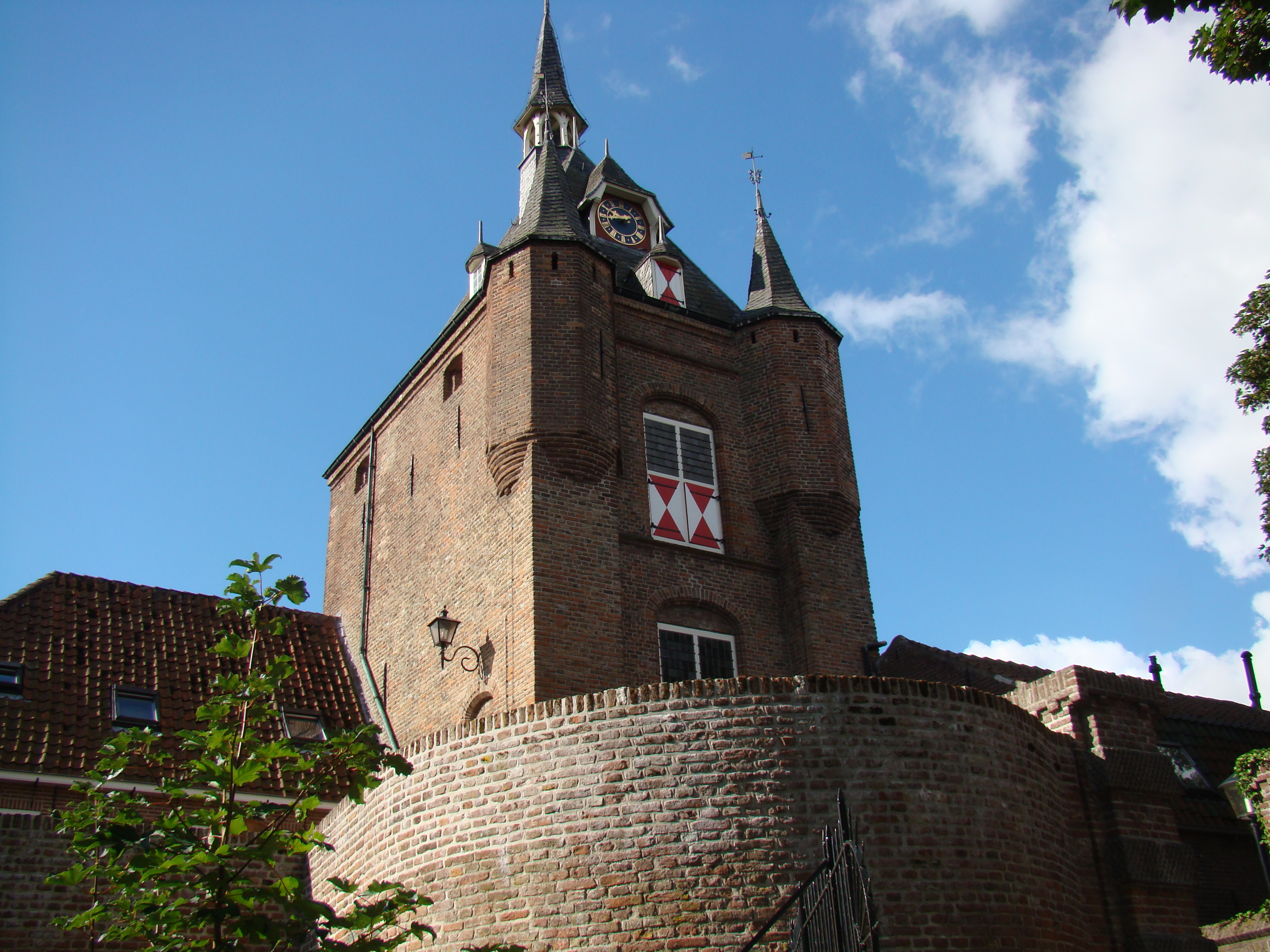
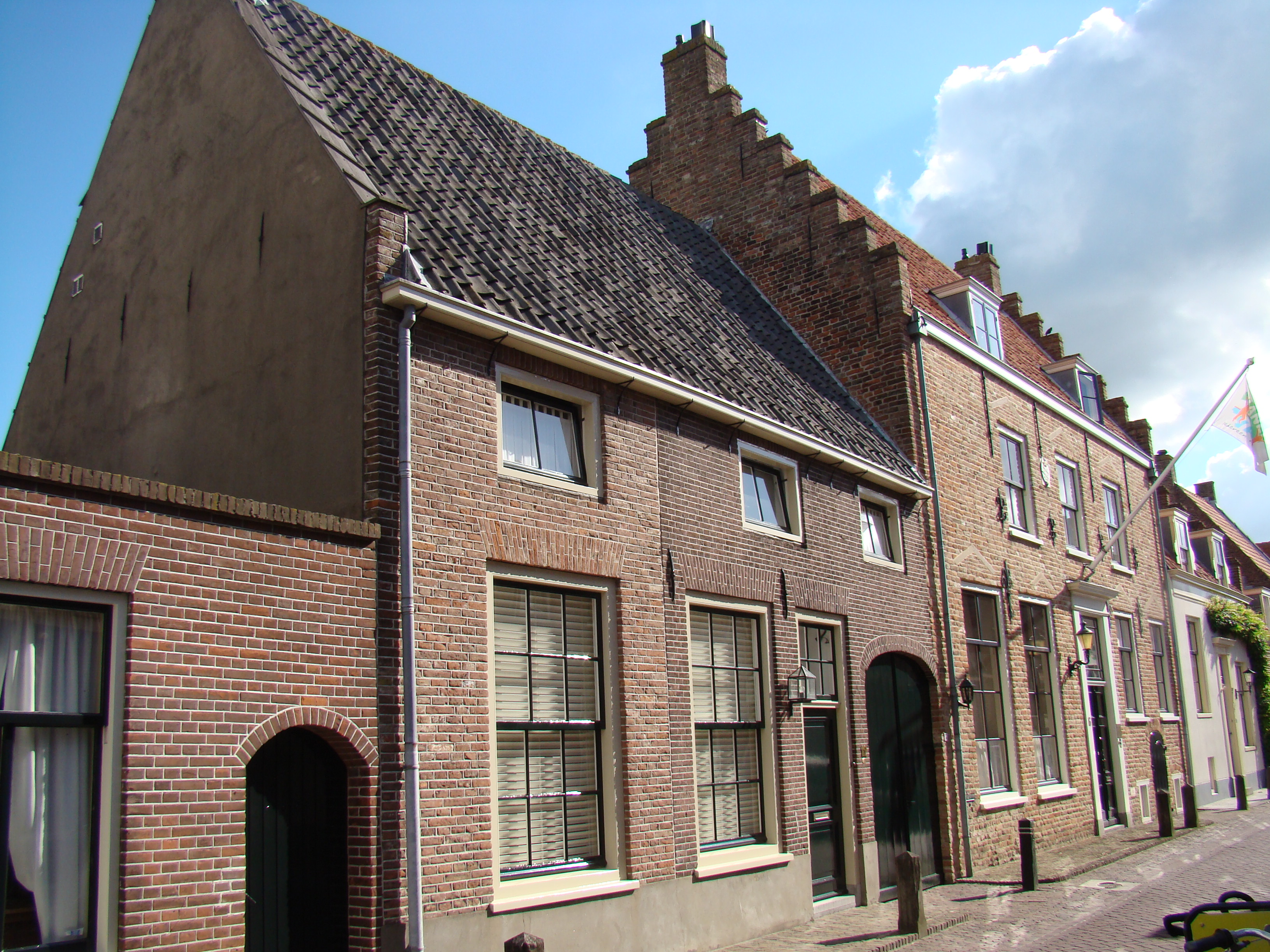
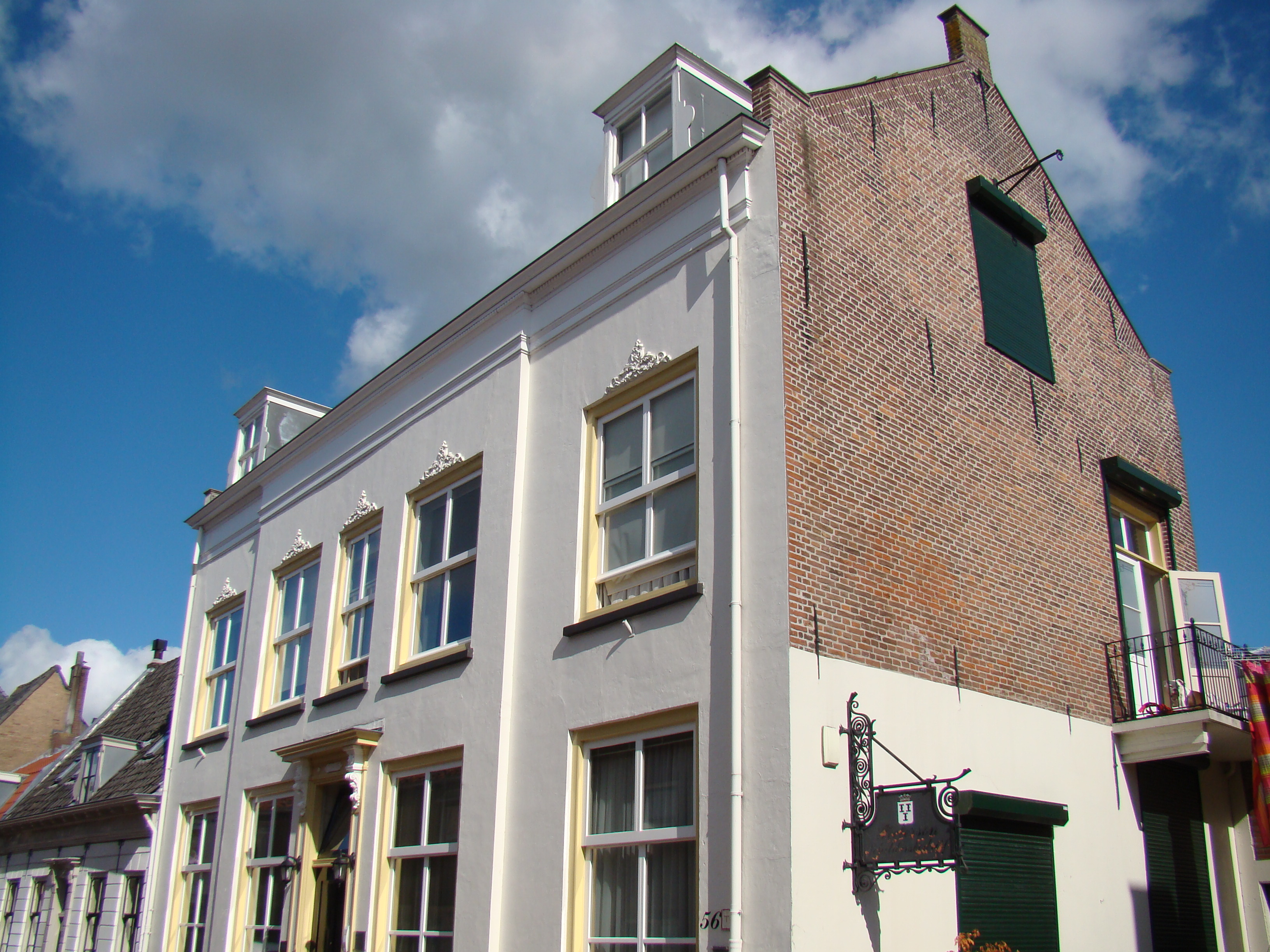
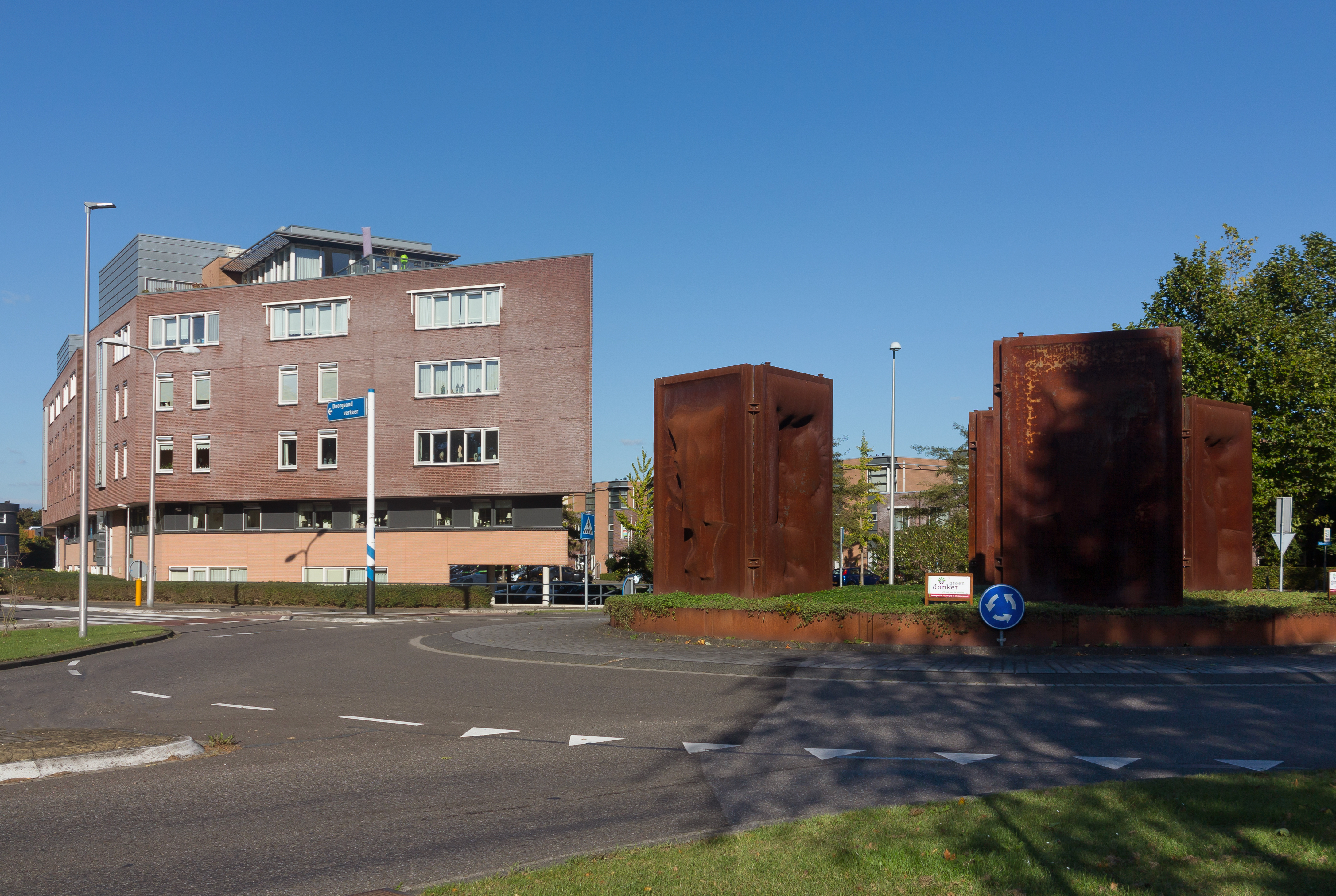

## خواهرخوانده
شهر رگین خواهرخواندهٔ فیانن هست.